# Jannine Weigel
Jannine Parawie Weigel (tiếng Thái: ญานนีน ภารวี ไวเกล, sinh ngày 30 tháng 07 năm 2000), hay nghệ danh Ploychompoo (tiếng Thái: พลอยชมพู), là ca sĩ, diễn viên, người mẫu mang hai dòng máu Thái Lan - Đức.

## Tiểu sử
Jannine Weigel là một ngôi sao trên Youtube. Jannine mang hai dòng máu Đức và Thái Lan. Cô sinh ra tại thị trấn Steinfurt ở Đức và sống ở đó 10 năm. Gia đình cô chuyển đến Thái Lan vào tháng 7/2010 và sinh sống tại đây đến bây giờ. Jannine có 3 anh trai (1986, 1988, 1990).
Cô có thể nói thành thạo và hát được cái thứ tiếng như Đức, Thái, Anh, Việt và Trung Quốc. Jannine Weigel đang được xem là một hiện tượng âm nhạc của quốc tế trên kênh youtube. Năm 2014, bản cover ca khúc "Bèo dạt mây trôi" của cô được đăng tải trên youtube đã lan truyền chóng mặt và đã nhận được sự ủng hộ nhiệt tình từ khán giả Việt Nam.
“Ban đầu, tôi hỏi các bạn trên Facebook rằng họ nghĩ tôi nên chọn bản nhạc tiếng Việt nào để hát. Tôi đã nhận được rất nhiều đề xuất và nhiều bạn gợi ý những bản nhạc rất hay. Tuy nhiên, bản nhạc với giai điệu khiến tôi bị lôi cuốn nhất là Bèo dạt mây trôi. Tôi đã nghe đi nghe lại bản nhạc này rất nhiều lần và dành ra 2 tháng để tập phát âm từng từ một trước khi thu âm. Từ trước đến nay, tôi vẫn thích hát nhiều thể loại nhạc khác nhau và tôi khá quen với việc thích nghi khám phá những phong cách mới. Tôi không thực sự nghĩ là mình gặp khó khăn với bản nhạc này!” - Jannine nói.
Năm 10 tuổi, cô đã tham gia đóng quảng cáo. Năm 11 tuổi, cô tham gia chương trình ca nhạc “Singing Kids” và đã đoạt giải ba. Vào tháng 9/2012, cô xuất hiện trong music video “How far is near or how long is close” (ไกลแค่ไหนคือใกล้) của Getsunova. Video này giúp cô bé trở nên nổi tiếng trong một khoảng thời gian ngắn. Jannine học hát với ca sĩ và nhà luyện thanh chuyên nghiệp từ 11/2012 và tham dự các buổi học nhảy, diễn xuất khác. Sau đó không lâu, Jannine đã kí hợp đồng với GMM Grammy. Khi đang làm thực tập sinh tại GMM GRAMMY, Jannine đã tạo một tài khoản trên kênh Youtube có tên Jannine Weigel từ tháng 03/2013. Đến tháng 10/2013, cô đã chia sẻ bản cover “Let her go” trên trang này và đã nhận được nhiều lời khen và ủng hộ của cộng đồng người dùng Youtube.
Trong một cuộc bình chọn do Ryanseacrest.com tổ chức năm 2014, bản cover “Let it Go” của cô đã xếp thứ 2 trong rất nhiều bản cover khác trên toàn thế giới.
Vào giữa năm 2015, Jannine Weigel cho ra mắt bản cover “See you again”. Bản cover này đã thu hút 20 triệu lượt xem trong vòng 6 tháng trên Youtube. Đây cũng được xem là bản cover thành công nhất đưa tên tuổi của cô nổi tiếng trên khắp thế giới.
Tính đến năm 2015, số lượt theo dõi trên kênh Youtube của Jannine Weigel đã lên đến có số một triệu. Tháng 3/2016, số lượng lượt theo dõi trên Youtube của cô lên tới 1,6 triệu người và có đến gần 300 triệu người đã xem video của cô trên YouTube, giúp cô trở thành người Thái đầu tiên nhận được nút Play vàng từ Youtube “YouTube gold play button”.
Năm 2020, Ploychompoo lọt top 100 ngôi sao có sức ảnh hưởng nhất Châu Á do tạp chí Forbes bầu chọn (cùng với Patcharapa Chaichua, Davika Hoorne, Urassaya Sperbund, Mario Maurer).

## Sự nghiệp âm nhạc

### EP
| Tựa                                                                                               | Chi tiết Album | Danh sách ca khúc                                                       |
| ------------------------------------------------------------------------------------------------- | --- | ----------------------------------------------------------------------- |
| Genesis                                                                                           | - Ngôn ngữ: tiếng Anh - Phát hành: ngày 17 tháng 9 năm 2015 - Nhãn: độc lập - Định dạng: CD, tải xuống kỹ thuật số | 1. Raindrops 2. Still Your Girl 3. Pluto 4. Shotgun 5. Guard Your Heart |
| Deep End                                                                                          | - Ngôn ngữ: tiếng Anh - Phát hành: ngày 6 tháng 7 năm 2017 - Nhãn: độc lập - Định dạng: CD, tải xuống kỹ thuật số  | 1. Deep End 2. Heart Stop 3. Strangled Love                             |
| "—" không biểu thị các bản phát hành không có biểu đồ hoặc không được phát hành trong khu vực đó. | |                                                                         |

### Singles
| Ca khúc                                                                                           | Năm                                             | Thứ hạng | Album            |
| Ca khúc                                                                                           | Năm                                             | IW Chart | Album            |
| ------------------------------------------------------------------------------------------------- | ----------------------------------------------- | -------- | ---------------- |
| 2015                                                                                              | "Chak Din Chak Ngo" ชักดิ้นชักงอ ("Temper Tantrum") | —        | The Meeting Room |
| 2015                                                                                              | "Pluto"                                         | —        | Genesis          |
| 2015                                                                                              | "Still Your Girl"                               | —        | Genesis          |
| 2015                                                                                              | "Shotgun"                                       | —        | Genesis          |
| 2015                                                                                              | "Guard Your Heart"                              | —        | Genesis          |
| 2016                                                                                              | "Away" ปลิว                                      | 3        | —                |
| 2016                                                                                              | "Finish Line"                                   | —        | —                |
| 2016                                                                                              | "Because of You" อาจเป็นเพราะ                    | —        | —                |
| 2017                                                                                              | "I'm Glad" ดีใจ                                  | —        | —                |
| 2017                                                                                              | "Zurück Zu Dir"                                 | —        | —                |
| 2017                                                                                              | "Deep End"                                      | —        | Deep End         |
| 2017                                                                                              | "Strangled Love"                                | —        | Deep End         |
| 2017                                                                                              | "Heart Stop"                                    | —        | Deep End         |
| 2017                                                                                              | "Ghostbuster"                                   | —        | —                |
| 2018                                                                                              | "Pak Rai Jai Rak" ปากร้ายใจรัก                    | —        | —                |
| 2019                                                                                              | "Too Late" สายไป                                | —        | —                |
| 2019                                                                                              | "Lonely" เหงา                                   | —        | —                |
| 2019                                                                                              | "WORDS"                                         | —        | —                |
| 2019                                                                                              | "Tears" น้ำตา                                    | —        | —                |
| 2019                                                                                              | "A Little More" อีกนิดหนึ่ง                         | —        | —                |
| 2019                                                                                              | "Better" ดีกว่า                                   | —        | —                |
| 2019                                                                                              | "One Word, Two Feelings" หนึ่งคำ สองความรู้สึก       | —        | —                |
| 2020                                                                                              | "PASSCODE"                                      | —        | —                |
| "—" không biểu thị các bản phát hành không có biểu đồ hoặc không được phát hành trong khu vực đó. |                                                 |          |                  |

### OST
| Năm  | Ca khúc                                                                            | Phim                                                                     | Nguồn |
| ---- | ---------------------------------------------------------------------------------- | ------------------------------------------------------------------------ | ----- |
| 2015 | "Volg Jou Hart (Follow Your Heart)"                                                | My Safari Girl (มาลี เพื่อนรัก..พลังพิสดาร)                                    | [ 1 ] |
| 2015 | "Thoe Doen Khao Ma" เธอเดินเข้ามา ("You Walked In")                                  | Senior                                                                   | [ 2 ] |
| 2017 | "Lost" แพ้แล้วพาล                                                                    | Club Friday to Be Continued: "Rak Long Chai" (รักลองใจ; "Love Test") Part | [ 3 ] |
| 2018 | "Thoe Thang Nan" (เธอทั้งนั้น; "All Is You")                                           | Love The Thirteen: Look For Me At Dusk (เลิฟเดอะเทอทีน)                    | [ 4 ] |
| 2018 | "Soul" (วิญญาณที่หลุดลอย)                                                              | The Black Moon                                                           | [ 5 ] |
| 2018 | "Khrai Sak Khon" (ใครสักคน; "Someone")                                              | Internet World LIVE (เมืองมายา LIVE)                                      | [ 6 ] |
| 2018 | "Khuen Nee" (คืนนี้; "This Night" )                                                   | The Untouched (สัมผัสรัตติกาล)                                               | [ 7 ] |
| 2018 | "Winyan Thi Lud Loi" (วิญญาณที่หลุดลอย; "Soul")                                        | The Black Moon (คืน \| เดือน \| ดับ)                                        |       |
| 2018 | "Phong Tham Nai Rak" (ผงทํานายรัก; "Love Powder")                                    | Colours Of Love (รักน่ะพ่อยาหยี)                                             |       |
| 2019 | "Rak Mai Mi Thang Oak" (รักไม่มีทางออก; "Lost")                                       | Club Friday The Series 11                                                | [ 8 ] |
| 2019 | "Rak Hai Mod Hua Jai" (รักให้หมดหัวใจ; "Love With All of My Heart) Sing with Pete Pol | You, Him and Our Love "เธอเขาเเละรักของเรา"                               |       |
| 2019 | "So Much World"                                                                    | Playmobil The Movie                                                      |       |

### Kết hợp với ca sĩ khác
| Năm  | Ca khúc                                                                                           | Ca sĩ               |
| ---- | ------------------------------------------------------------------------------------------------- | ------------------- |
| 2017 | "Mai Khoei Khit Khae Phuean" (Special Version) ไม่เคยคิดแค่เพื่อน ("Never Thought of You As a Friend") | Mew MBO             |
| 2017 | "Diamonds"                                                                                        | Gawvi               |
| 2018 | "Caller ID (Acoustic)"                                                                            | Tyler & Ryan        |
| 2018 | "Lust"                                                                                            | Tyler & Ryan        |
| 2018 | "Sam Rue Doo" สามฤดู ("Seasons")                                                                   | Atip                |
| 2018 | "Kleun Nam Lai" กลืนนํ้าลาย                                                                          | Tong Slow           |
| 2018 | "Ya Mod Wang" อย่าหมดหวัง ("Don't Lose Hope")                                                       | Tong Slow           |
| 2019 | "Klab Phrom Thoe" กลับพร้อมเธอ ("Going Back With You")                                              | Ironboy The Rapper  |
| 2019 | "Khid Mak Na" คิดมากน่า ("Think Too Much")                                                          | SIRPOPPA The Rapper |
| 2019 | Hooked                                                                                            | James Lee           |
| 2019 | Fall In Love With You                                                                             | BRWN                |

### Ca khúc khác
| Năm  | Ca khúc                                                                                       |
| ---- | --------------------------------------------------------------------------------------------- |
| 2016 | "Phro Rao Khu Kan" เพราะเราคู่กัน ("Because We Were Meant to Be Together") OST Deedo Fruitku TVC |
| 2018 | "Ni" หนี ("Escape") - Feat YB & Diamond OST Identity V game                                    |
| 2019 | "Khwam Rak Chan Khue Ther" ความรักฉันคือเธอ ("My Love Is You") OST Audition Thailand game        |

## Các bộ phim đã từng tham gia

### Phim truyền hình
| Năm  | Tựa                                              | Phần                                           | Vai              | Đài      | Đóng với                                          | Nguồn  |
| ---- | ------------------------------------------------ | ---------------------------------------------- | ---------------- | -------- | ------------------------------------------------- | ------ |
| 2015 | Banlang Mek บัลลังก์เมฆ (Danh vọng như mây/Quả báo) | —                                              | Wirin วิรินทร์      | One 31   | Chutavuth Pattarakampol                           | [ 9 ]  |
| 2016 | Love Songs, Love Series                          | Khon Mai Champen คนไม่จำเป็น ("Unnecessary One") | Mee มี่            | GMM25    | Thiti Mahayotaruk                                 | [ 10 ] |
| 2016 | #Ped Idol #เป็ดIdol ("Duck Idol")                 | —                                              | Saengdaet แสงแดด | GMM25    | Mew Tantimedh                                     | [ 11 ] |
| 2017 | U-Prince Series                                  | Extroverted Humanist                           | Pinyin พินอิน      | GMM25    | Chonlathorn Kongyingyong                          | [ 12 ] |
| 2017 | My Secret Friend                                 | ปิ๊งรัก..นายอายนะ                                 | DJ / Deejai ดีใจ  | GMM25    | Thanapob Leeratanakajorn & Pathompong Reonchaidee |        |
| 2017 | Game of Thrones (phần 7)                         |                                                | Arya Stark       | HBO Asia | (lồng tiếng Thái)                                 |        |
| 2018 | ฝันให้สุด Dream Teen                                |                                                | Namwan น้ำหวาน    | ThaiPBS  | Peemapol Panichtamrong                            |        |
| 2020 | When I Was 16                                    | —                                              | Dalatdao ดาลัดดาว | True4U   | Natcha Janthapan                                  | [ 13 ] |

### Phim điện ảnh
| Năm  | Tựa                                                        | Vai                | Nguồn  |
| ---- | ---------------------------------------------------------- | ------------------ | ------ |
| 2012 | Mass Suicide                                               |                    | [ 14 ] |
| 2015 | Khitaratchaniphon คีตราชนิพนธ์ ("Royal Musical Compositions") | Dao ดาว            | [ 15 ] |
| 2015 | Senior รุ่นพี่                                                 | Athiti/Mon อธิติ/ม่อน | [ 16 ] |
| 2018 | Love Score รักเก็บแต้ม                                        | Music มิวสิก         | [ 17 ] |
| 2018 | The Diary รักเก็บแต้ม                                         | Jiji จิจิ            | [ 18 ] |
| 2018 | The Black Moon คืน \| เดือน \| ดับ                            | Nhiều vai          | [ 19 ] |
| 2019 | Pee Nak (Ngôi đền kỳ quái) พี่นาค                            | Jui จุ้ย             |        |

## Giải thưởng và đề cử
| Năm  | Giải                                         | Hạng mục                          | Đề cử               | Kết quả   | Nguồn  |
| ---- | -------------------------------------------- | --------------------------------- | ------------------- | --------- | ------ |
| 2015 | YouTube Play Button                          | Gold Play Button                  | —                   | Đoạt giải | [ 20 ] |
| 2015 | Daradaily the Great Awards                   | Nữ minh tinh mới của năm          | —                   | Đề cử     | [ 21 ] |
| 2015 | Daradaily the Great Awards                   | Nữ ca sĩ xuất sắc nhất của năm    | —                   | Đề cử     | [ 21 ] |
| 2016 | Giải thưởng Liên hoan phim quốc gia Thái Lan | Bài hát chính trong phim hay nhất | "Thoe Doen Khao Ma" | Đoạt giải | [ 2 ]  |
| 2017 | Web Video Preis Deutschland 2017             |                                   |                     | Đề cử     |        |
| 2017 | Giải thưởng Kazz 2017                        |                                   |                     | Đề cử     |        |